# Àrea de Brodmann 19

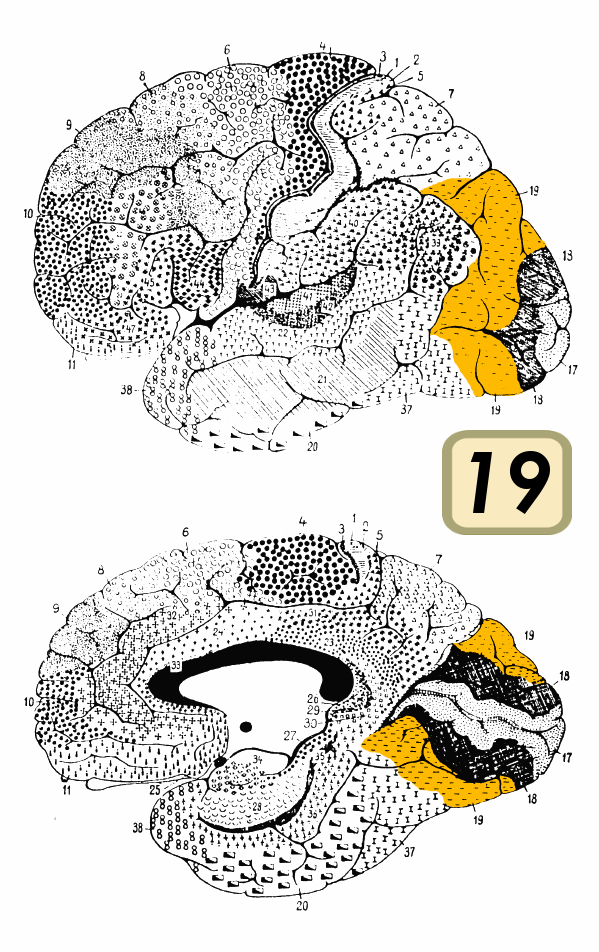
Brodmann Cytoarchitectonics 19

L'àrea de Brodmann 19, o BA 19, forma part de l'escorça del lòbul occipital del cervell humà. Juntament amb l'àrea 18, comprèn l'escorça extraestriada (o peristriada). En humans amb visió normal, l'escorça extraestriada és una àrea d'associació visual, amb funcions d'extracció de característiques, reconeixement de formes, atenció i integració multimodal.
Aquesta àrea també es coneix com a àrea peristriada 19, i fa referència a una subdivisió de la regió occipital definida citoarquitectònicament de l'escorça cerebral. En l'ésser humà es localitza en parts del gir lingual, el cuneus, el gir occipital lateral (H) i el gir occipital superior (H) del lòbul occipital on està delimitat aproximadament pel solc parietooccipital. Està delimitat per un costat per la zona parastriada 18, que l'envolta. Està delimitat rostralment per l'àrea angular 39 (H) i l'àrea occipitotemporal 37 (H) (Brodmann-1909).

## En animals
L'àrea de Brodmann 19 -1909 és una subdivisió de l'escorça cerebral del guenon definida sobre la base de la citoarquitectura. És citoarquitectònicament homòleg a l'àrea peristriada 19 de l'ésser humà (Brodmann-1909). Trets distintius (Brodmann-1905): En comparació amb l'àrea de Brodmann 18 -1909, les cèl·lules piramidals de la subcapa 3b de la capa piramidal externa (III) no estan tan densament distribuïdes, la capa no és tan estreta i el seu límit amb la capa granular interna (IV) no és tan diferent; les cèl·lules de la subcapa 3b es concentren al seu límit exterior deixant una zona clara estreta sense cèl·lules piramidals grans adjacents a la capa IV; les cèl·lules de grànuls de la capa IV estan distribuïdes menys densament i s'entremesclen amb cèl·lules polimòrfiques més grans de manera que, tot i que la capa encara és força fosca i prominent, s'eixampla una mica i no és tan autònoma; la capa piramidal interna (V) es caracteritza per grans cèl·lules ganglionars piramidals, la majoria en grups reduïts, un patró que no es veu a l'àrea 18; les cèl·lules de la capa multiforme (VI) són clarament més grans que a l'àrea 18; En general, l'àrea 19 és una mica més gruixuda i menys densament poblada que l'àrea 18.

## Funció
L'àrea 19 és una banda histològicament delineada anterolateralment lligada a l'àrea visual 18. Els enregistraments electrofisiològics unicel·lulars de l'àrea 19 del gat suggereixen sensibilitat a les formes delineades pel moviment; Els enregistraments de primats han donat resultats diferents, cosa que indica que aquesta àrea pot ser una col·lecció heterogènia d'àrees visuals, amb múltiples representacions incompletes de l'escena visual.
En humans, aquesta banda té fama de contenir regions de les àrees visuals designades V3, V4, V5 (també coneguda com a àrea temporal mitjana o MT) i V6 (també coneguda com a àrea dorsomedial) del primat. La ressonància magnètica funcional mostra l'existència de diversos mapes retinotòpics a l'àrea 19. En general, els diversos camps que comprenen l'àrea 19 tenen connexions recíproques amb les àrees 17 i 18, així com les àrees d'associació temporal parietal posterior i inferior.
S'ha observat que l'àrea 19 rep inputs de la retina a través del col·licul superior i el pulvinar i pot contribuir al fenomen de la visió cega. En pacients cecs des de ben petits, s'ha trobat que l'àrea s'activa per estímuls somatosensorials.
A causa d'aquestes troballes, es creu que l'àrea 19 és el punt de diferenciació dels dos fluxos visuals de les vies visuals "què" i "on". La regió dorsal pot contenir neurones sensibles al moviment i les àrees ventrals poden estar especialitzades per al reconeixement d'objectes.